# بني تميم (إب)

تعديل مصدري - تعديل

بني تميم محلة تابعة لقرية المشاعبة، التابعة لعزلة ثواب اعلى بمديرية إب إحدى مديريات محافظة إب في الجمهورية اليمنية.، بلغ تعداد سكانها 21 حسب تعداد اليمن لعام 2004.